# Trílofo (ort i Grekland)
Trílofo är en ort i Grekland.   Den ligger i prefekturen Nomós Imathías och regionen Mellersta Makedonien, i den norra delen av landet, 300 km norr om huvudstaden Aten. Trílofo ligger 167 meter över havet och antalet invånare är 818.
Terrängen runt Trílofo är varierad. Runt Trílofo är det ganska tätbefolkat, med 129 invånare per kvadratkilometer. Närmaste större samhälle är Véroia, 6,8 km sydost om Trílofo. Trakten runt Trílofo består till största delen av jordbruksmark.